# Торичела
Торичела (итал. Torricella) је насеље у Италији у округу Таранто, региону Апулија.
Према процени из 2011. у насељу је живело 3442 становника. Насеље се налази на надморској висини од 27 м.

## Становништво
Према резултатима пописа становништва 2011. у општини је живело 4.233 становника.
| 1931. | 1936. | 1951. | 1961. | 1971. | 1981. | 1991. | 2001. | 2011. |
| ----- | ----- | ----- | ----- | ----- | ----- | ----- | ----- | ----- |
| 2.025 | 2.326 | 3.257 | 3.403 | 3.481 | 3.821 | 4.006 | 4.082 | 4.233 |